# كأس الملك السعودي 1965
كأس الملك السعودي 1965 أو ما يعرف أحيانا باسم كأس الملك 1384، هي النسخة الثامنة من بطولة كأس خادم الحرمين الشريفين. تعتبر هذه البطولة أول نسخة تحتكم إلى ضربات الجزاء، ووصل فريقي الاتحاد والهلال للنهائي للمرة الثانية على التوالي، ويذكر أن الملك فيصل قدم الميدالة الذهبية لحارس الاتحاد عبد الجليل كيال على الرغم من خسارة فريقه لجهده ومستواه في المباراة الختامية.

## جدول المنطقة الوسطى
نتيجة دوري الدرجة الأولى (المرحلتين الاولى والثانية) على كاس جلالة الملك المعظم عام 1384هـ.
| الترتيب | النادي         | لعب | فاز | تعادل | خسر | له | عليه | النقاط |
| ------- | -------------- | --- | --- | ----- | --- | -- | ---- | ------ |
| 1       | الهلال         | 6   | 3   | 3     | 0   | 9  | 6    | 9      |
| 2       | أهلي الرياض    | 6   | 1   | 3     | 2   | 9  | 10   | 5      |
| 3       | الشباب         | 6   | 2   | 1     | 3   | 8  | 9    | 5      |
| 4       | النصر التعاوني | 6   | 2   | 1     | 3   | 6  | 7    | 5      |

نتيجة دوري الدرجة الثانية (المرحلتين الاولى والثانية) على كاس وزارة العمل والشئون الاجتماعية عام 1384هـ.
| الترتيب | النادي       | لعب | فاز | تعادل | خسر | له | عليه | النقاط |
| ------- | ------------ | --- | --- | ----- | --- | -- | ---- | ------ |
| 1       | النجمة       | 6   | 6   | 0     | 0   | 17 | 2    | 12     |
| 2       | إتحاد الرياض | 6   | 2   | 2     | 2   | 6  | 4    | 6      |
| 3       | الدرعية      | 6   | 1   | 2     | 3   | 4  | 15   | 4      |
| 4       | الخرج        | 6   | 0   | 2     | 4   | 4  | 13   | 2      |

ملاحظة : الأخير من الدرجة الأولى يلاقي الأول من الدرجة الثانية.

## جدول المنطقة الغربية
| الترتيب | النادي        | لعب | فاز | تعادل | خسر | له | عليه | النقاط |
| ------- | ------------- | --- | --- | ----- | --- | -- | ---- | ------ |
| 1       | الاتحاد       | 10  | 8   | 2     | 0   | 21 | 6    | 18     |
| 2       | الوحدة        | 10  | 6   | 3     | 1   | 17 | 8    | 15     |
| 3       | الأهلي        | 10  | 6   | 0     | 4   | 23 | 13   | 12     |
| 4       | شباب مكة      | 10  | 2   | 2     | 6   | 10 | 20   | 6      |
| 5       | العلمين       | 10  | 3   | 0     | 7   | 9  | 20   | 6      |
| 6       | الهلال البحري | 10  | 1   | 1     | 8   | 13 | 29   | 3      |
| 7       | التضامن       | –   | –   | –     | –   | –  | –    | –      |

## نصف النهائي
| الهلال | 3–1 | الشعلة |
| ------ | --- | ------ |
|        |     |        |

## النهائي
أقيم النهائي يوم الجمعة 10 شوال 1384 على ملعب الصائغ في الرياض بين فريق الهلال من الرياض والاتحاد من جدة، وحكم المباراة عبد الله كعكي. وبعد نهاية شوطي المباراة بالتعادل السلبي، لعب الفريقين وقتا إضافيا، وبادر الاتحاد بالتسجيل عن طريق عبد الله بكر وفي الشوط الثاني الإضافي تمكن مبارك عبد الكريم أن يسجل هدف التعادل عن طريق ضربة حرة. بعد نهاية المباراة بالتعادل الإيجابي، تمت مراجعة عدد ضربات الكورنر فوجد أن الفريقين متعادلان فيها 7_7. سدد الفريقين ثلاث ضربات جزاء، أخفق لاعبي الاتحاد في تسديد أي منها حيث أنقذ سوا حارس الهلال واحدة وضاعت الأخرى. وسجل للهلال مبارك وسلطان مناحي، ليتسلم مبارك عبد الكريم كابتن الهلال الكأس الذهبية من الملك فيصل. 

### تشكيلة الفريقين
مثل الاتحاد عبد الجليل كيال ومحمد كعدور ومبارك أبو غنم وغازي كيال ومحمد حسام الدين (القملة) وحسن دوش وعبد المجيد راجخان وعبد الله بكر ومحمد أو داود ومحمد سعد عبد الله صالح. وتخلف عن الاتحاد سعيد غراب وعبد القادر كثلوج نتيجة صدور قرار رسمي من الاتحاد السعودي بإيقافهما لمدة ثلاثة أشهر عقب الأحداث التي أعقبت لقاء الوحدة في نصف النهائي.
ومثل الهلال، عبد الله سوا ونبيل رواف وعبد الله يحيى وكريم المسفر وصالح أمان وسعيد يحيى وسالم إسماعيل وحميد جمعان وسلطان مناحي ومبارك عبد الكريم وزين العابدين.

### عن الفريقين
| الفريق  | نهائيات سابقة (الخط العريض يشير لسنة الفوز) |
| ------- | ------------------------------------------- |
| الهلال  | 1961، 1963                                  |
| الاتحاد | 1958، 1959، 1960، 1963                      |

#### النهائي
| نهائي 12 مارس 1965  | الهلال | 1–1 (2–0 ر.ت)           | الاتحاد | الرياض                                                                                                   |
| 15:30 (ت ع م+03:00) | مبارك  | [ Report]               | بكر     | الملعب: ملعب الصايغ الحكم: عبدالله كعكي الحكام المساعدين: تيسير المشنوق Assistant referees: محمد الطريفي |
|                     |        | ركلات جزاء              |         | |
| مبارك · بن مناحي    |        | جزاء ضائعة · جزاء ضائعة |         | |